# Dictyotus caenosus
Dictyotus caenosus ist eine Wanze aus der Familie der Baumwanzen (Pentatomidae). Im Englischen trägt die Wanzenart auch die Bezeichnung Brown Shield Bug („Braune Schildwanze“).

## Merkmale
Die 7,2–11,5 mm langen Wanzen sind matt mittelbraun gefärbt. Die Wanzen besitzen an den basalen Ecken des Schildchens (Scutellum) jeweils einen prominenten schwarzen Fleck.

## Verbreitung
Die Art war ursprünglich nur auf dem australischen Kontinent verbreitet. Sie ist hauptsächlich im Osten in den Bundesstaaten Queensland und New South Wales vertreten. In Neuseeland und auf Neukaledonien wurde die Art eingeschleppt.

## Lebensweise
Die Wanzen ernähren sich polyphag von verschiedenen Wild- und Kulturpflanzen. Sie gelten als minderbedeutende Schädlinge. Zu ihren Wirts- und Futterpflanzen zählen Hülsenfrüchte wie die Sojabohne (Glycine max), die Mungbohne (Vigna radiata), die Bohnenvarietät navy bean (Phaseolus vulgaris) und die Adzukibohne (Vigna angularis). Außerdem findet man die Wanzen an Baumwolle, Sonnenblume, Weizen,
Mais, Luzerne und Rübsen (Brassica rapa).